# بيني ماير
بيني ماير (بالإنجليزية: Benny Meyer)‏ هو لاعب كرة قاعدة أمريكي، ولد في 21 يناير 1885 في هيماتايت في الولايات المتحدة، وتوفي في 6 فبراير 1974 في فيستوس في الولايات المتحدة.

## وصلات خارجية
- بيني ماير على موقعبيزبول رفرنس.كوم (الدوري الرئيسي) (الإنجليزية)